# الجرافيت النووي
الجرافيت النووي هو أي درجة من الجرافيت ، وعادة ما يكون الجرافيت الاصطناعي ، يتم تصنيعه للاستخدام كوسيط أو عاكس داخل المفاعل النووي . يعد الجرافيت مادة مهمة لبناء المفاعلات النووية القديمة والحديثة، وذلك بسبب نقائه الشديد وقدرته على تحمل درجات الحرارة العالية للغاية.

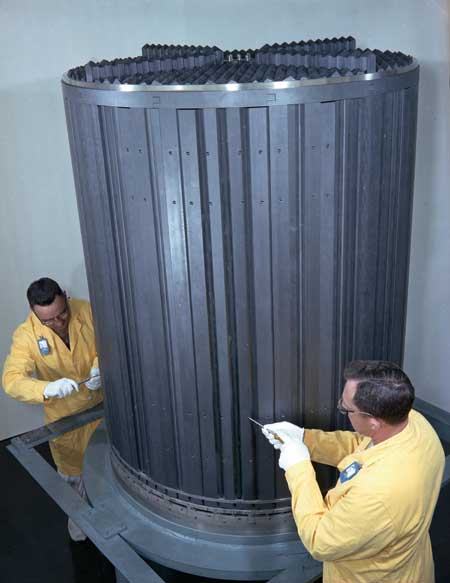
نواة من الغرافيت من تجربة مفاعل الملح المنصهر

## تاريخ
تم اكتشاف الانشطار النووي، وهو خلق تفاعل نووي متسلسل في اليورانيوم، في عام 1939 بعد تجارب أجراها أوتو هان وفريتز ستراسمان، وتفسير نتائجها من قبل فيزيائيين مثل ليز مايتنر وأوتو فريش. وبعد ذلك بوقت قصير، انتشرت أخبار هذا الاكتشاف في جميع أنحاء مجتمع الفيزياء الدولي.
لكي تتحول عملية الانشطار إلى تفاعل متسلسل، يجب إبطاء النيوترونات الناتجة عن انشطار اليورانيوم من خلال التفاعل مع وسيط نيوتروني (عنصر ذو وزن ذري منخفض، سوف "يرتد" عندما يصطدم بنيوترون) قبل أن يتم التقاطها بواسطة ذرات اليورانيوم الأخرى. بحلول أواخر عام 1939، كان من المعروف عمومًا أنه يمكن استخدام الماء الثقيل كمهدئ. تم رفض الجرافيت من قبل الألمان باعتباره وسيطًا محتملاً بسبب احتوائه على البورون كشوائب. ومع ذلك، تم تطوير الجرافيت عالي النقاء بدرجة كافية في أوائل الأربعينيات في الولايات المتحدة، ثم اُستُخدم في المفاعلات النووية الأولى والمفاعلات اللاحقة لمشروع مانهاتن.
في فبراير 1940، وباستخدام الأموال التي تم تخصيصها جزئيًا نتيجة لرسالة آينشتاين-زيلارد إلى الرئيس روزفلت، اشترى ليو زيلارد عدة أطنان من الجرافيت من شركة سبير كاربون ومن شركة الكربون الوطنية لاستخدامها في تجارب الانشطار الأولى التي أجراها إنريكو فيرمي أو ما يسمى الكومة الأسية. كتب فيرمي أن "نتائج هذه التجربة كانت محبطة إلى حد ما" ربما بسبب امتصاص النيوترونات بواسطة بعض الشوائب غير المعروفة". لذلك، في ديسمبر 1940، التقى فيرمي وزيلارد مع هربرت جي ماكفيرسون وفي سي هاميستر في شركة الكربون الوطنية لبحث الأمر. ناقش احتمال وجود شوائب في الجرافيت.  خلال هذه المحادثة أصبح من الواضح أن الكميات الدقيقة من شوائب البورون هي مصدر المشكلة.
وكنتيجة لهذا الإجتماع، وعلى مدار العامين التاليين، قام ماكفيرسون وهاميستر بتطوير تقنيات التنقية الحرارية واستخراج الغاز في شركة الكربون الوطنية لإنتاج الجرافيت الخالي من البورون.